# Zangkwintet "De lange asem"
 Zangkwintet "De lange asem"  is een verhaal uit de Belgische stripreeks Piet Pienter en Bert Bibber van Pom.
Het verhaal was het eerste uit deze reeks dat niet werd voorgepubliceerd in Gazet Van Antwerpen, maar het verscheen wel als nummer 38 in de reeks bij De Vlijt.

## Personages
- Piet Pienter
- Bert Bibber
- Susan
- Professor Kumulus
- Kommissaris Knobbel

## Albumversies
Zangkwintet "De lange asem" verscheen in 1982 als album 38 bij uitgeverij De Vlijt. In 1997 gaf uitgeverij De Standaard het album opnieuw uit. Uitgeverij 't Mannekesblad deed hetzelfde in 2012.